# عجوز تطهو البيض (لوحة فنية)
طاهية البيض العجوز (بالإسبانية: Vieja friendo huevos) هي لوحة فنية من عمل الفنان الإسباني دييغو فيلاثكيث والتي رسمها في فترة شبابه في المدينة الإسبانية إشبيلية عام 1618، وكان ذلك بعد عام واحد فقط من امتحانه كرسام. توجد اللوحة الآن في معرض اسكتلندا الدولي، تحديدا في العاصمة ادنبرة، منذ عام 1955. ولقد حصل عليها ورثة السيد فرانسيس كووك بمبلغ يقدر ب 57000 جنيه استرليني.

## عن الرسام

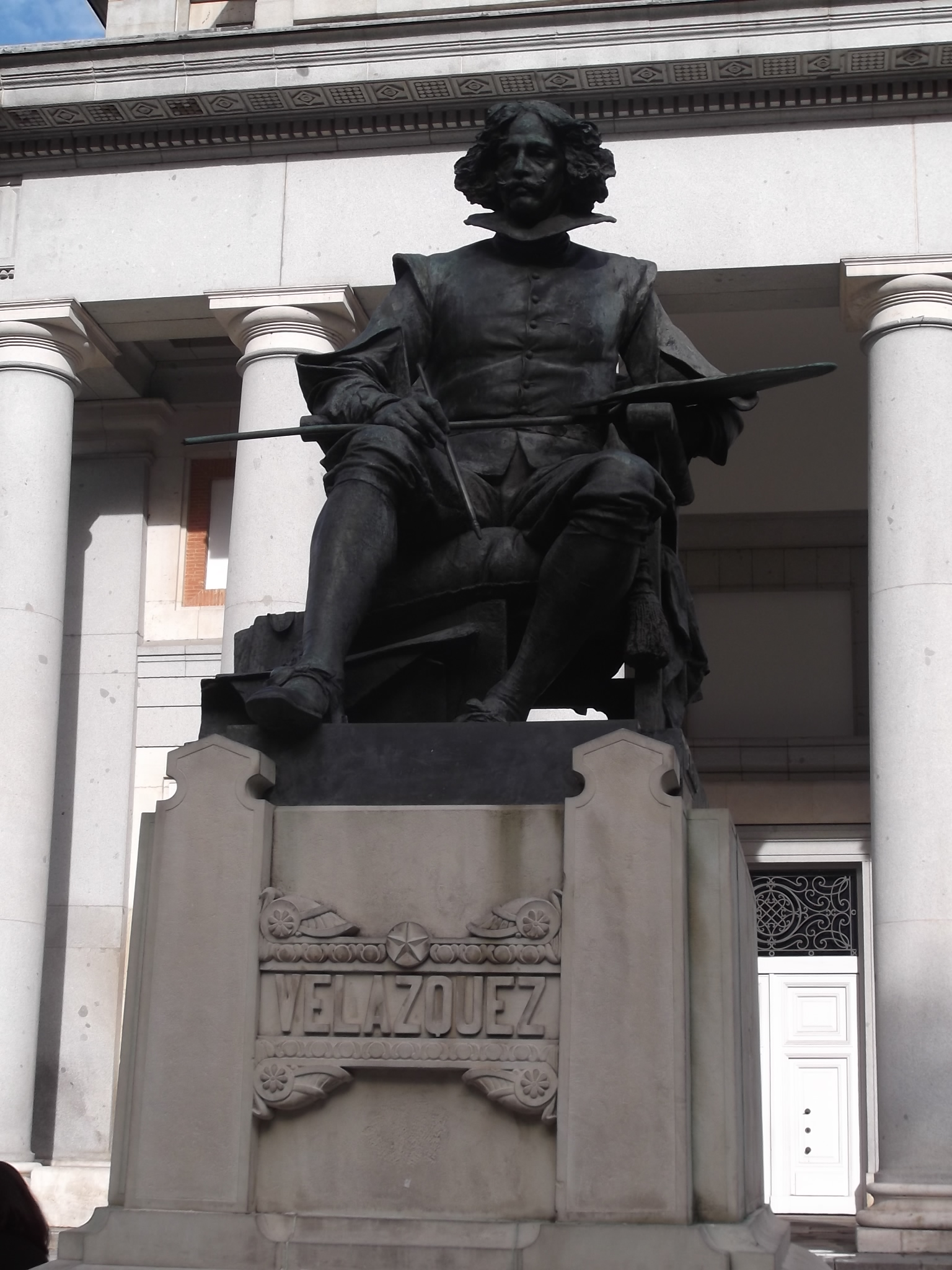
تمثال لدييجو بيلاثكيث في مدريد.

دييغو رودريغث دي سيلفا إي فيلاثكيث (بالإسبانية: Diego Rodríguez de Silva y Velázquez، ولد في 5 يونيو 1599، إشبيلية، إسبانيا - توفي في 6 أغسطس 1660 في مدريد، إسبانيا) كان رساماً إسبانياً، يعتبر واحدا من أعظم ممثلي الرسم الإسباني وكبير الرسامين في العالم. من أشهر أعماله عجوز تطهو البيض (1618) ولوحة البابا إنوسنت العاشر (1650)، واستسلام بريدا (1635)، وخادمات الشرف (1656) وأسطورة أراكني، حيث تحتوي على تقنيات استثنائية وبراعة في استخدام الإضاءة. يعد من أشهر فناني الأسلوب الباروكي.
قال عنه أنطونيو بالومينو الكاتب المشهور في القرن الثامن عشر: 
 كان يميل لألوان تعطي لمعة وإضاءة في مزجه الأخضر مع الأزرق والأبيض. رسوماته الزيتية تحمل حيوية رقيقة وصادقة، علماً انه كان من شعراء النهضة الإسبانية لكن لم يعتمد في مناظره على المناظر المأخوذة من الطابع الديني وقليل من لوحاته أتت بشيء من مسرح التاريخ الماضي. سمي فيلاثكيث في بروفيسور دي إسبانيا وهو الذي اتى بأفخم القصائد. سميت ريشته في الإنارة الحقيقية والتي أعطت الناظر أبعاداً حقيقية.
فيلاثكيث لم يترك مدرسة له تختص به بعد موته، والتلاميذ الذين ترعرعوا وتأقلموا على يد الفنان، يمكن أن نصنفهم كأفراد عائلة، وحتى البعض منهم كان من خدمه الخاص مثل الفنان خوان باوتيستا مارتينيث.وخوان دي باريجا الذي تم إثباته انه كان أيضاً من خدم القصر الملكي وتعلم الفن من فيلاثكيث.
لقد عاش فيلاثكيث للفن، وضمن الفن، كل حياته كانت خدمة للفن. وحياته هي سجل تاريخي ومرآة لكل فنان تشكيلي ومهتم لقد شاهدن فان جميع لوحات الفنان فيلاثكيث تحمل اسماً لها، أي كل لوحة لها اسمها الخاص، تحمل عامل الإنجاز ومقياس اللوحة، وهكذا تكون هوية لدى الفنانين في العالم، لكن أصبحت أشاهد معارض تامة دون أن يكون للوحة اسم معروف، ممكن أن يكون هناك لوحة مجهولة، لكن غير مرغوب أن تكون جميع اللوحات دون تسمية، ودون وضع المقاييس. اللوحة الفنية لها سجل الولادة واسم وتاريخ وحجم. هكذا نعرف اللوحات العالمية، وهكذا يستطيع الناقد أن يشير إلى نقطة ما في اللوحة من إبداع أم ضعف، وهكذا ممكن أن يعرف الناس أعمال الفنان أيضاً. جميع الناس يعرف أن الجوكندا للفنان دافينشي، كيف يتحدث الناقد عن لوحة مجهولة، وخاصة إذا كانت جميع أعمال الفنان هكذا، الفنان الذي لايهتم بهذه الأمور، من الصعب أن يتم الحديث عن اشياء تخص الفنان، وأشير أيضاً أن الناقد والمهتم لايهمه أن تعرض اللوحة في كل سنة، وإن الناقد يعرف اللوحة التي يعاد عرضها ولو لم تحمل حتى التوقيع. لهذا اعطيت في حديثي اهتماماً عن أعمال الفنان فيلاثكيث وعن صفاتها المخصصة، ومن مشاركتي في المعارض العالمية غرباً وشرقاً، اقول لاتعرض اللوحات أن لم تحمل هذه المعايير الهامة. لهذا اتمنى أن يكون اهتمامنا أيضاً في هذا الصدد، كي يكون سجلاً لنا في هذا اليوم وفي السنين المقبلة.

## تاريخ اللوحة
رسم فيلاثكيث اللوحة أثناء فترة إقامته في إشبيلية عام 1618. ولقد أدت شعبيتها إلى تحولها إلى واحدة من أكثر الأعمال البارزة في تاريخ الباروكية الإسباني.
تم عرض اللوحة للمرة الأولى مع أعمال أخرى لفيلاثكيث عام 1698 في قائمة أعمال نيكولاس دي أوماثور-وهو تاجر غجري (فلامنكي) استقر في اشبيلية كما أنه كان صديق ل برتولوميه استيبن موريللو. ولقد وصُفت اللوحة بالتالي: (سيدة عجوز تطهو بيضتين، بينما هناك طفل يحمل في يديه شمام). في أوائل القرن التاسع عشر وجُدت اللوحة في إنجلترا، ضمن مجموعة جون ولت، وتم بيعها في مزاد في لندن 8 مايو عام 1813. في عام 1893 تم نشر اللوحة للمرة الأولى كعمل خاص بفيلاثكيث. وبعد انضمامها لأكثر من مجموعة فنية بريطانية، إنضمت عام 1955 إلى متحف ادنبرة

## وصف اللوحة
أمامنا مشهد تدور أحداثه في مطبخ يمزج بشكل متناسق بين الظل والنور حيث تظهر شخصيات اللوحة_العجوز والطفل_في المستوى الأول بشكل بارز ويُسلط عليهم ضوء قوي ينبثق من جهة اليسار. بطلة اللوحة هي السيدة العجوز أمامها قدر من الفخار تطهو فيه البيض يحتل مركز اللوحة، تحمل في يدها اليمنى ملعقة من الخشب تقلب بها البيض، أما في اليد اليسرى تحمل بيضة أخرى ومن المفترض أنها ستحطمها بواسطة حافة إناء الطهي. بالجوار يظهر طفل، بطل المشهد الثاني، ويبدو أنه أتى توا من الخارج منتظرا إعداد الطعام. يحمل الفتى في يده اليمنى ثمرة شمام وقارورة من الزجاج في يده اليسرى. في اللوحة تتنوع العديد من عناصر المطبخ. يعلق على الحائط سلة من الصفصاف مزودة بقطعة قماش، كما أن هناك أيضا قناديل مضيئة بالزيت. من ناحية إخرى، يظهر أمام العجوز سلسلة من أثاث المطبخ: انية خزفية من الزجاج بيضاء اللون، انية أخرى خضراء بجوارها، مدقة ويدها (الهاون), صحن من الخزف وفي وسطه سكين، قدر من البرونز يلامس قدر الفخار. وهناك أيضا القليل من البصل والفلفل الأحمر.
دُرست عناصر وتفاصيل اللوحة بشكل فردي والنتيجة المترتبة على هذه الدراسة هي روعة كل عنصر على حدة أما في لحظة اندماج العناصر فالوضع يتغير إلى الأسوا. من إحدى وجهات النظر فهناك مشاكل تتعلق بمنظور الرسم. كما أن هناك تعارض بين الظل والنور. وبالرغم من ذلك فان هذا التعارض نجح في التعامل والتناسق مع بنية اللوحة وذلك بفضل إتقان توزيع الضوء. مما يلفت ال انتباه هو ظهور هذا الضوء ممتص جزئيا بسبب الدور التي تمارسه أواني الفخار في اللوحة. وبالطبع يظهر الضوء بشكل بارز على الـأواني المعدنية كالمدقة والصحن البرونزي.
على أساس ما تم ذكره مسبقا، يبدو جليا اهتمام فيلاثكيث بالمؤثرات البصرية كما ان أسلوبه التصويري يمارس دوره على البيض الذي تقليه العجوز في ماء أو زيت. وهناك، لا سيما، ما يدل على اهتمام صاحب اللوحة ب إظهار ما هو زائل. فلقد استطاع من خلال رائعته عجوز تطهو البيض عرض العملية التي يمر بها البيض النئ الشفاف ليصل لمرحلة النضوج.
بغض النظر عن اهتمام فيلاثكيث بالعناصر البصرية، فلا بد أنه قدم لنا لوحة ذات تركيبة معقدة للغاية حيث يقوم فيها الضوء بدوره الحاسم. الضوء في اللوحة يصل بين الشخصيات والأشياء في مستويات متقاطعة. يلاحظ أن العلاقة بين البطلين تحوي شيئا من الغموض. ف إن تم التركيز في اللوحة قليلاً سنرى أن نظراتهم لا تلتقي. فبينما يوجه الطفل نظرته لمشاهد اللوحة، تبدو لنا نظرة العجوز تائهة، مما يضفي على اللوحة غموض كبير وهو ما يدل بدوره على عدم بساطة اللوحة بأي شكل من الأشكال.
بصرف النظر عن كون الأبطال شخصيات مثيرة للسخرية والضحك كما يقول خوان باتشيكو بخصوص الأبطال الذين ينتمون لهذا النوع من الرسم بشكل عام (البوديجون)، ف إن العجوز والطفل يتسمان بقدر كبير من الكرامة. مما هو مثير للجدل ان مظهر الطفل يتطابق مع فتى يجسد دور بطولة في إحدى لوحات فيلاثكيث: سقاء إشبيلية حيث يقوم بإشارات متعارف عليها. نفس الطفل يذكرنا بفتى صغير في لوحة أخرى للفنان وهي:«المغنيون الثلاث». ولكن توزيع الضوء، تدرج الألوان والتعبير القوي أضفى على تلك اللوحة رفعة وجاذبية لا تتمتع بهما لوحة طاهية البيض العجوز.
الأسلوب الذي إتبعه فيلاثكيث يكاد يكون شديد التطابق في اللوحات الثلاث. فهم ينتمون لنفس النوع.
أيضاً نلاحظ ان شكل السيدة العجوز يتطابق كليا مع العجوز في لوحة: «السيد المسيح في منزل ماريا ومارتا».
لفت خوليان جاييجو الانتباه إلى اضطراب وعدم هدوء اللوحة. فهي تميل عن حركة ونشاط لوحات كارافاجيو يرى بعض النقاد إن سبب هذا ال اضطراب هو التقنية الفنية المستخدمة في اللوحة: كياروسكورو
استطاعت تفاصيل اللوحة أن تبهرنا؛ هز الملعقة حتى لا يتلاصق صفار البيض، تحطيم البيض، تقريب آنية النبيذ الخ... بينما ظل ممثلي اللوحة في ثبات تام وبدون أي إتصال ولقد برهن جونثان برون على ذلك حيث قال أن فيلاثكث استخدم أبطاله كأشياء وعاملهم بنفس المعاملة؛ بموضوعية بعيدة عن الأحداث.
إنها لوحة مدهشة بكل مقاييس الصنعة ففيها نرى قدرة فذة في التعبير عن ملمس عدد كبير جداً من المواد: القماش الصوفي الأحمر، الخزف المزجج وغير المزجج بألوانه المختلفة، الخشب، النحاس، البصل، والبيض الغارق في الزيت.
ولو رسمنا خطاً عموديا في منتصف اللوحة لوجدنا أن المساحات المضاءة تتساوى في جهتيه اليسرى واليمنى.
وممكن لأي مشاهد أن يتأكد من عبقرية التركيب وتوزيع العناصر هذه اللوحة من خلال لعبة بسيطة، وهي أن يغطي بأصابعه شيئاً واحداً ظاهراً في هذه اللوحة، ويتخيل أنه غير موجود، ليلاحظ كيف أن توازنها يختل تماماً

## مقالات تفسر معنى اللوحة
وففاً للتفسيرات التقليدية هناك وجه تشابه بين الللوحة وبين الرواية الشطارية (البيكارسكية). نراه واضحاً في إحدى الروايات الشطارية ل ماتييو اليمان وهي (الجوزمان دي الفوراتشيه) حيث تروي قصة عجوز تطهو البيض لطفل صغير. ولكن حسبما يرى جونثان براون فان هناك اسباب تدل على تعظيم فيلاثكيث للوحات الزيتية: الجو المقلق، نظرة العجوز التائهة، تكوين الفنان الثقافي.
وفي هذا الإتجاه يرى خوليان جاييجو أن اللوحة تمثل حاسة الذوق. وفي تفسير آخر يتعمق فرناندو مارييس في وصف العلاقة بين الحواس الجسمانية والتي لها دلالات في تصويرات زيتية أخرى تحوي مراجع أدبية مثل الرواية الشطارية.
لدى المشاهد القدرة على التعرف على ما رسمه فيلاثكيث في اللوحة بألوانه المتنوعة واللامعة واختلاف التراكيب والجودة الملموسة. فإن نظرة الطفل تثير الانتباه وذلك عن طريق حاسة البصر.أما نظرة العجوز التائهة وربما نظرة لعجوز عمياء حسبما يرى جاييجو حيث يبدوا أنها تقيس بعد القدر بالملعقة.
من خلال مشهد العجوز في اللوحة نرى أن فيلاثكيث يتأمل طريقتان للتعرف على الواقع إحداهما عن طريق حاسة البصر أما الأخرى فهي عن طريق حاسة اللمس.
تقدم مانويلا مينا تفسير مختلف. فهي ترى أن التشابه بين العجوز والسيدة التي تظهر في لوحة كريستو في بيت مارييا إي مارتا لا يشكل أي نوع من أنواع الصدفة بل إن له دلالة.
إن نظرة السيدة العجوز موجهة للطفل ولكنها لا تركز فيها. تجمع نظرة العجوز بين الحكمة والخبرة. ومن ناحية أخرى فإن ما يزين الحائط والذي يقع في عمق اللوحة والذي يعد رمزا ً للباروكية يعزز معنى نظرة العجوز والتي تدل على ذكاء وليس فقد للبصيرة. إنها نظرة لسيدة ذكية وحكيمة لديها القدرة على تأمل خبرات الماضي والمستقبل.

## أسلوب اللوحة

### الأسلوب الباروكي
مصطلح يطلق على أشكال كثيرة من الفن الذي ساد غربي أوروبا وأمريكا اللاتينية. والعصر الباروكي بشكل عام هو الفترة الممتدة من أواخر القرن السادس عشر وحتى أوائل القرن الثامن عشر في تاريخ أوروبا.باروك هو اصطلاح مستعمل في فن العمارة والتصوير معناه الحرفي شكل غريب، غير متناسق، معوج. وقد ظهر هذا الفن أول مرة في روما في السنوات الأخيرة من القرن السادس عشر الميلادي. ويتميز الأسلوب الباروكي بالضخامة ويمتلئ بالتفاصيل المثيرة. وفي القرن الثامن عشر تطور الفن الباروكي إلى أسلوب أكثر سلاسة وخصوصية ويسمى بفن الروكوكو. وكان فنانو الباروك يغرمون بالجانب الحسى للاشياء ويعتنون في وصفها بتفصيل وتنميق وكانت إيطاليا وعا صمتها روما في القرن السابع عشر هي المركز الرئيسى للنشاط الفنى الكبير كما كانت أهم مصدر للفنون في أوروبا.
أما بالنسبة للالوان يستخدم فيلاثكيث لوحة أحاديَّة اللون مع طبقات رقيقة من الطلاء المخفف، ذلك باستخدام مجموعة متنوِّعة من درجات الألوان ما بين المغرة (الأصفر الحديدي) وأكاسيد (النحاسي) وترابي. والتي تطبَّق على نحوٍ غير عادي في تلك الحقبة (عصره) باستعمال فرشاة رسم ذات أعمدة طويلة ورشيقة.
و ينفرد فيلاثكيث بإيجادته لفن التحكم بفرش الرسم، فليده القدرة على تحديد ما يرغب في تصويره مستتعيناً في ذلك بفرش ومواد فنية بسيطة، ومحولاً كل بقعة إلى صورة أو شكل طبقاً لمدى بعد المشاهد مستخدماً فرشاة فيها من السرعة والخفة ما يماثل تلك الأكثر تأثيراً وشهرة في القرنين اللاحقين. ومن جانبٍ آخر تعد النظرة الجويَّة واحدة من أبرز تقنيات فيلاثكيث الفنيَّة والتي تعمل على نشأة تاثير جوي مشابة لما وُجِد في لوحتهِ لاس مينيناس (الوصيفات)، وهكذا تمكَّن من خلق حس التناغم بين الشخصيات مشوهاً بذلك ملامح المحيط، واستطاع التقاط البطء المحيط بالشخصيات. كما وتظهر براعة فيلاثكيث في تسليط الضوء على الدينامية والنشاط في اللوحة مولداً بذلك احساسا ًوانطباعا ًبالحركة، وانعكاسه في دوران عجلة المغزل حيث نعجز عن ملاحظة هيكل العجلة بسبب سرعة الدوران، أيضا تظهر على يمين اللوحة شخصية تحيك الصوف بسرعة فيبدو الامر كما لو كانت تمتلك ستةً من الاصابع. كما يبدو الندم واضحا غلى رأس الفتاة في المقطع الجانى على اليمين.

## لوحات أخرى للفنان

لوحة لاس مينيناس

- لاس مينيناس (بالإسبانية: Las Meninas) أو الوصيفات هي لوحة من عمل الرسام الإسباني دييغو فيلازكيز رسمت عام 1656، الذي اعتبر أبرز رسام في ما عرف بالعصر الذهبي الإسباني. اللوحة معروضة في متحف ديل برادو في مدريد، إسبانيا.يعتبر تعقيد وغموض العمل ومدى المعاني التي قد تستوحى من الشخصيات المرسومة وزاوايا الرسم ذا قيمة فنيَّة كبيرة مما جعل اللوحة إحدى أكثر الأعمال أهميَّة على نطاق واسع والتي تم الإشارة إليها في تاريخ اللوحات الفنية.

ورسمت اللوحة بالألوان الزيتية على القماش، وتظهر غرفة في قصر الملك فيليب الرابع[1]، حيث تبدو ابنته الصغيرة مارغريتا تيريزا برفقة وصيفاتها في حضور قزمين وحارس وكلب جالس، فيما يبدو دييغو فيلازكيز وهو يقوم بالرسم، اللوحة رسمت من زاوية نظر الملك فيليب الرابع، بحيث يبدو لمشاهد اللوحة أن الشخصيات المرسومة هي التي تموضعت كي يتم رسمها من زاوية الملك[2] والذي كان جالسا برفقة زوجته ماريانا (1634-1696)، حيث يبدو الجزء العلوي من بدني الملك والملكة في منظر يكاد يختفي في مرآة صغيرة في وسط اللوحة. ووفق معظم المحللين فقد اعتبرت اللوحة لقطة تصويرية واقعية.
اعتبرت هذه اللوحة من أروع ما رسم فيلازكيز[3] ومن أهم اللوحات الفنية في التاريخ.[4] وأطلق عليها الرسام الإنجليزي توماس لورنس «فلسفة الفن».
- لوحة البابا إنوسنت العاشر والذي ولد في روما في 6 مايو 1574. هو البابا رقم 236 في الكنيسة الكاثوليكية بين 1644 و1655. وفي 15 سبتمبر 1644 خلف البابا أوربان الثامن في منصب البابوية، ليصبح واحداً من أكثر بابوات تلك الحقبة نفوذاً وحنكة سياسية وليوسع السلطة الزمنية للكرسي الرسولي بشكل كبير. وتوفي في روما في 7 يناير عام 1655.

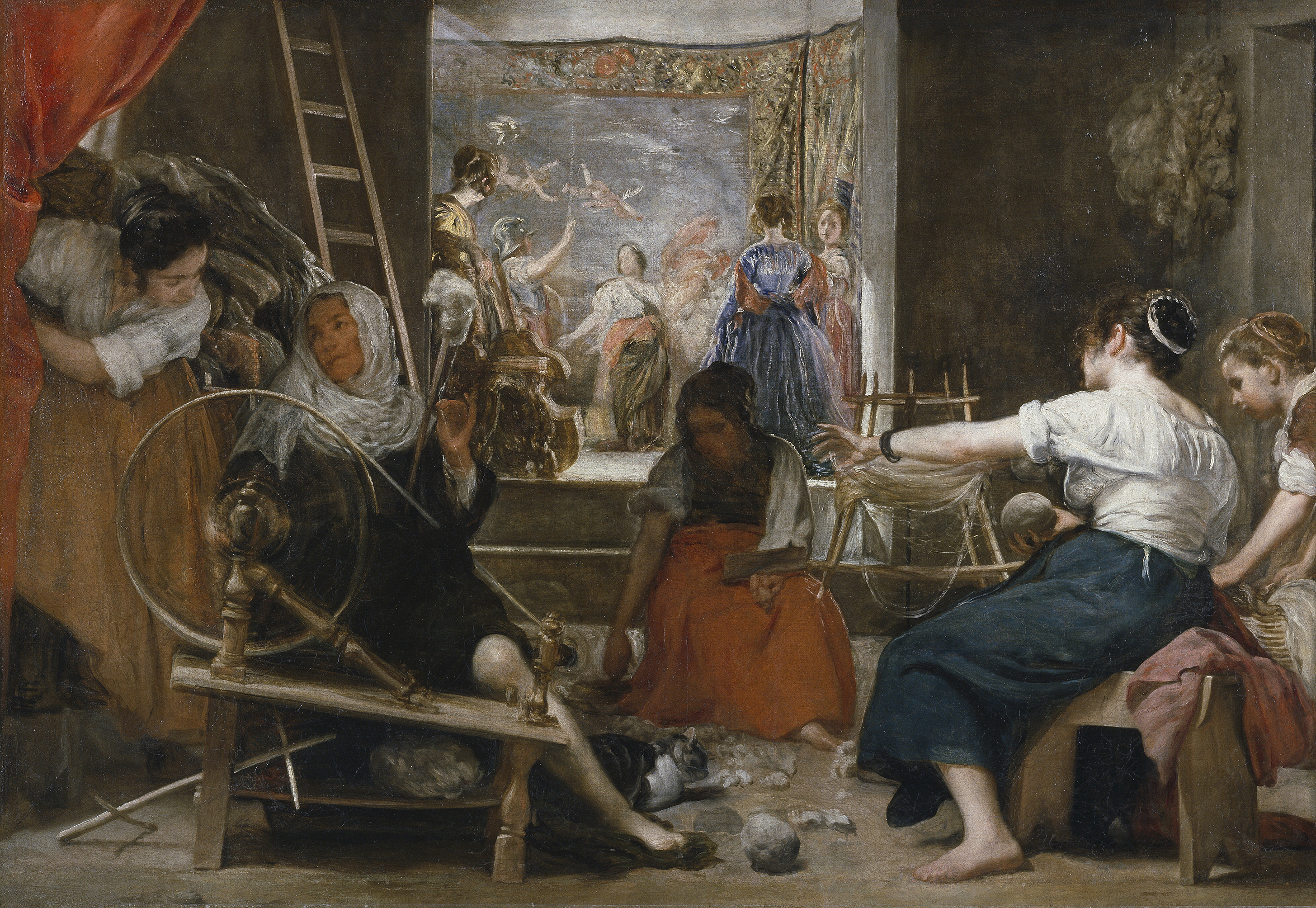
لوحة أسطورة أراكني

- أسطورة أراكني والمعروفة بالغزّالات هي لوحة زيتية للفنان دييغو فيلاثكيث والتي توجد حاليا في متحف متحف ديل برادو بمدريد. يعد هذا العمل أحد أفضل معروضات الرسم ال باروكي [9][10][11] الإسباني، كما ويعتبر من أعظم الأمثلة على براعة فيلاثكيث. إلى جانب أنها واحدة من أعماله التي تتسم بالغموض، حيث لا يزال الهدف الحقيقي لهذه اللوحة مجهولا حتي الآن.

اللوحة تتناول الأسطورة اليونانية «أراكني وأثينا» والتي تدور حول مشهد من خرافة أراكني المصَورة في الفصل السادس من كتاب «تحولات» للكاتب اليوناني أوفيد. تدور الأسطورة حول شابة من سكان ليديا (الواقعة في أسيا الصغرى قديماً) تدعى أراكني والتي كانت في الحياكة من البراعة بمكان مما دفع سكان المدينة إلى القول بأنها أفضل من الربة أثينا [22]مبتكرة عجلة المغزل. ويُصَوِر المشهد الأمامي للوحة الشابة أراكني من الخلف جالسةً على اليمين، وهي تعمل بحماس على حياكة أحد المفارش. وعلى اليسار تظهر الربة اثينا متخفِية في مظهر العجوز متدليا على صدغيها الشيب الكاذب. ونستطيع الجزم بذلك حيث أنَّه على الرغم من مظهرها الهرم إالا أنها تكشف عن ساقها ملساء ناعمة كما لو كانت لفتاة مراهقة. تتضح ملامح اللوحة في المستوى الثاني من اللوحة (خلفية اللوحة) حيث يظهر المفرش الذي عملت على حياكته أراكني معلقاً على الحائط، والذي يحمل في موضوعه إهانة واضحة للربة أثينا، ذلك لأنها تعكس بعضا من الحيل المستخدمة من قِبل الاله زيوس (والد أثينا) لخداع السيدات والربات للوصول إلى أغراضة الجنسيَّة الدنيئة.
- لوحة ولي العهد الصغير في لوحته ولي العهد الصغيرجسدها عام 1635 قياس 173 - 2.9 سم، راكباً الحصان قافزاً في ربوع مدريد خلفه السحب الشتوية وجبال الغرب مليئة بالثلوج. والشاب الصغير فوق حصانه كفارس ممارس، هي لوحة معروفة جداً في العالم وخاصة في متحف البرادوا، وبغض النظر من أن تكون لوحة مأخوذة من الطابع السياسي، نجدها في الحقيقة تتكلم عن الطبيعة وبصورة جيدة، المنظر الطبيعي في البعد الثاني من اللوحة هو لوحة ثانية. سوية أيضاً هي لوحة عظيمة، لم ينس بها الفنان أية حركة، أن كانت من حركات الفارس، أم من حركات الحصان، لم يترك أي عضلة دون أن يشخصها وهي في حركاتها المتواصلة.
- لوحة الأميرة مارجريتا تعد لوحة الأميرة مارجاريتا إحدى أعمال فيلاثكيث الزيتية. تنضم اللوحة إلى أول خمس لوحات رسمها الفنان، كما أنه تم اهداءها إلى فيليب الرابع ملك إسبانيا في البلاط المكي بالنمسا حتى يتمكن زوجها المستقبلي من رؤيتها.
- لوحة الملكة ايزابيل تمتطي فرس توجد اللوحة في متحف ديل برادو في إسبانيا. هي إحدى اللوحات الفروسية التي كلف فييلاثكيث بانجازها للعائلة الملكية. تظهر الملكة في لوحة مرتدية زي ملئ بالنجوم وهي تمتطي فرس أبيض.
- لوحة بكاء سان بدرو تم العثور على هذا العمل منذ وقت قريب، وهو يعد مساهمة هامة للغايه في دراسات الفنان فيلاثكيث. يتميز العمل بجودة عالية ولقد رسمها الفنان في فترة شبابه. يعتبر أسلوب اللوحة قريب للغاية من طاهية البيض العجوز. وتدل مميزات اللوحة على انها مبتكرة من الدرجة الأولى.